# Amoralisme
Cet article concerne une position méta-éthique. Pour une discussion plus générale de l'amoralisme, voir Amoralité. Pour les autres significations, voir Scepticisme moral.
L'amoralisme, antonyme de moralisme, est une doctrine qui considère que la morale est sans fondements, et qu'il faut par conséquent l'ignorer,. Elle complète le point de vue moral, à savoir les notions du bien et du mal, par le neutre ou la logique « indécidable » montrée par Kurt Gödel,. Cette doctrine rejette la morale courante ; elle prône l'ignorance complète d'intentions morales et la croyance que la théorie de la moralité est immatérielle. Par exemple, la science ou la vie organique sont amorales. Le bien et le mal, le droit et la justice sont des inventions humaines.
Paradoxalement, la dimension « neutre » de l'amoralisme réside dans le refus de porter un jugement sur la nature morale ou immorale d'un fait. L'amoralisme peut être défendu par les partisans de l'immoralisme sceptique ou nihiliste.

## Définition
Bien que souvent associée à l'immoralisme nihiliste qui est couramment opposé à la moralité, l'amoralisme ne considère pas l'existence de la morale comme plausible.
Cette absence d'éthique signifie souvent le refus des normes sur le Bien et généralement des normes esthétiques sur le Beau,.
Howard Bloom observe que la morale est imposée par la force pour permettre une sélection de groupe ; ce qui distingue les familles d'aristocrates est la plus grande violence dont ont fait preuve leurs ancêtres : la religion, la philosophie, l'art et l'idéologie sont utilisés pour dominer les peuples conquis.

## Approche philosophique
Historiquement, l'amoralisme était déjà présent chez les athéniens parmi les atomistes ainsi que chez Aristote. Marcion fut le premier chrétien à affirmer que Dieu ne pouvait être bon au regard des violences, massacres, maladies et souffrances ; cette force créatrice était seule responsable du mal.
Après Hume, Emmanuel Kant affirme la discontinuité des faits et de la morale. Au début de Fondements de la métaphysique des mœurs, il pose qu'il n'y a rien qui soit absolument bon, si ce n'est une volonté bonne ; mais il ajoute aussitôt que sans doute n'y eut-il jamais rien de tel dans le monde. Car pour être objective, la morale doit être valable pour tous et non que pour celui qui la pose. Max Weber soutient que les jugements de valeur sont antagoniques et que nos idéaux sont conduits à s'affronter « dans le monde en une lutte inexpiable » : il formule l'expression de polythéisme des valeurs.
En 1841, Arthur Schopenhauer publie Fondement de la morale postulant que la pitié est à l'origine de la morale. Dans la généalogie de la morale publié en 1887, Nietzsche distingue la morale de maître et d'esclave et conclut qu'il n'y a pas de faits moraux mais seulement une interprétation morale de certains faits. Selon Nietzsche, la vie, la nature, l'histoire sont profondément chaotiques, immorales, injustes et violentes ; pour voiler cette réalité, philosophies et religions ont construit un monde meilleur, conforme à nos besoins fondamentaux de « vérité » et de « morale ». Daniel Halévy et Gilles Deleuze ont également proposé des valeurs émancipatrices similaires.
Constatant que la morale a une influence notable sur la conduite de la vie humaine, Max Stirner propose une « théorie éthique » favorable aux intérêts égoïstes de l'individu. Dans le cadre de l'Université populaire de Caen, Michel Onfray a récemment exposé la morale anomique de Jean-Marie Guyau.
Pour sa part, Pierre Kropotkine a envisagé la possibilité de créer une éthique moderne d'entraide fondée sur les sciences naturelles.
L'amoralisme serait affirmé dans certaines positions éthiques de Staline.
Suivant les travaux de Wittgenstein, Anscombe préconisait d'abandonner l'éthique du devoir au profit de la vertu du châtiment et de substituer l'acte bon à la juste récompense.
La dérive « humanitaire » vers une rhétorique moralisante et une hypertrophie du droit est le palliatif de l'incapacité avérée de l'action politique. Il s'agit d'une critique du libéralisme.

## Approche naturaliste
Selon la doctrine du naturalisme, la tendance à la réciprocité est ancrée dans la psychologie humaine depuis le paléolithique ; dans un environnement hostile, l'instinct de rendre l'équivalent de ce qu'on reçoit est une loi tacite excluant ceux qui donnent trop peu. Cette règle de réciprocité est la politesse de reconnaître l'autre membre du groupe comme un semblable.
Jean-Marie Guyau constate l'amoralité qui règne dans la nature,. Frans de Waal observe que la négation des ressemblances entre les comportements animaux et humains est un héritage du dualisme judéo-chrétien, absent dans le monisme des religions asiatiques. Sigmund Freud explique que la morale d'une communauté religieuse est nulle puisqu'elle reporte l'agressivité à laquelle les membres doivent renoncer entre eux sur des individus extérieurs au groupe. Dans un environnement naturel luxuriant, Darwin observe la survie de l'organisme le plus apte ; mais, dans un environnement ayant des ressources limitées, Kropotkine observe que l'entraide pour combattre un ennemi commun est essentielle.

## Approche économique
Israel Kirzner affirme que lorsqu'une ressource naturelle n'a fait l'objet d'aucune appropriation, ou si un produit humain est sans héritier ou encore non breveté, le premier qui en revendique la propriété en devient le propriétaire légitime. L'amoralisme de la solvabilité signifie que l'économiste est sans opinion morale : il sépare la procédure qui conduit à un jugement moral de celle qui conduit à un jugement économique. De plus, la maximisation du profit à long terme serait contraire à ce que recommande la morale ; en effet, les injonctions de l'éthique des affaires semblent autodestructrices car elles s'écartent significativement du comportement le plus profitable.

## Approche scientifique
Auguste Comte prône une fondation scientifique des valeurs : ce scientisme préconise une nouvelle autorité morale qui ne considère que les faits positifs mathématisables par l'expérience. Ainsi, l'ordre social peut déterminer quelles institutions sont rationnellement morales.
Certes, la technique est neutre, c'est-à-dire dépourvue de finalité morale. Mais les nouvelles technologies engendrent à terme des formes de sociétés humaines non prévues. Jean Bricmont suggère que la matière produit la conscience : le matérialisme est l'élément essentiel d'une vision scientifique du monde qui s'oppose aux croyances de 95 % de l'humanité.

## Approche psychopathologique
À la fin du XIXe siècle, une perte de capacités morales du fait d'une lésion cérébrale a été mis en évidence avec le cas de Phineas Gage : une lésion du cortex orbitofrontal et de l'amygdale gauche était associée à la survenue d'un comportement psychopathique, sans empathie ni culpabilité.
Un amoralisme par déficit émotionnel se rapproche d'un courant de philosophie morale contemporaine, qui    
comme chez Judith Jarvis Thomson, considère que les jugements moraux s'appuient en grande partie sur les émotions contrairement à des théories classiques où ils relevaient plutôt d'un effort de la raison. Jonathan Haidt a ainsi proposé quatre familles d'émotions pour rendre compte de l'évaluation rapide, automatique, intuitive de l'aspect moral d'un événement ou du caractère d'une personne : les émotions de condamnation d'autrui (colère, indignation, mépris) ; les émotions autoconscientes négatives (culpabilité, honte, embarras) ou positives (fierté) ; les émotions d'empathie (compassion, sollicitude) et les émotions de louange d'autrui (respect, admiration, gratitude).
En renfort de ces thèses, la neuro-imagerie a mis en évidence l'activation de systèmes associés aux émotions comme le cerveau limbique dans la résolution de dilemme moraux. Une deuxième condition évoquée est celle de la capacité à inférer les états mentaux d'autrui qui, là aussi, a pu être corrélée à l'activation de circuits cérébraux spécifiques lors de tâches associées au jugement moral.